# Balera signata
Balera signata är en insektsart som beskrevs av Irena Dworakowska 1994. Balera signata ingår i släktet Balera och familjen dvärgstritar.
Artens utbredningsområde är Venezuela. Inga underarter finns listade i Catalogue of Life.